# 四冠狸藻
四冠狸藻（学名：Utricularia tetraloba）为狸藻属似多年生流水生食虫植物。其种加词“tetraloba”来源于希腊文“tetra”和“lobos”，意为“四”和“裂片”，指其会产生带4个裂片的花冠下唇。四冠狸藻为几内亚和塞拉利昂的特有种。四冠狸藻生于流动浅水中的岩石上，海拔分布范围为360米至690米。1963年，彼得·泰勒最先发表了四冠狸藻的描述。其与同组的硬狸藻（U.  rigida）的区别即是其花冠下唇具4个裂片，而硬狸藻仅有2个。

## 外部連結
- 食虫植物照片搜寻引擎中四冠狸藻的照片（页面存档备份，存于）

 维基共享资源上的相關多媒體資源：四冠狸藻
 維基物種上的相關：四冠狸藻